# Euphaedra (Euphaedrana) edwardsi
Euphaedra (Euphaedrana) edwardsi es una especie de  Lepidoptera, de la familia Nymphalidae,  subfamilia Limenitidinae, tribu Adoliadini, pertenece al género Euphaedra, subgénero (Euphaedrana).

## Subespecies
- Euphaedra (Euphaedrana) edwardsi edwardsi (van der Hoeven, 1845)
- Euphaedra (Euphaedrana) edwardsi clara (Aurivillius, 1912)

## Localización
Esta especie y las subespecies se encuentran localizadas en Sierra Leona, Camerún, Kenia, Zaire y República Democrática del Congo. 